# Frédéric Cuvier

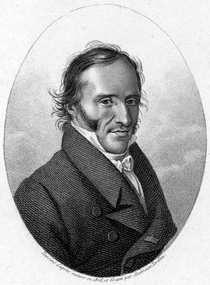
Frédéric Cuvier

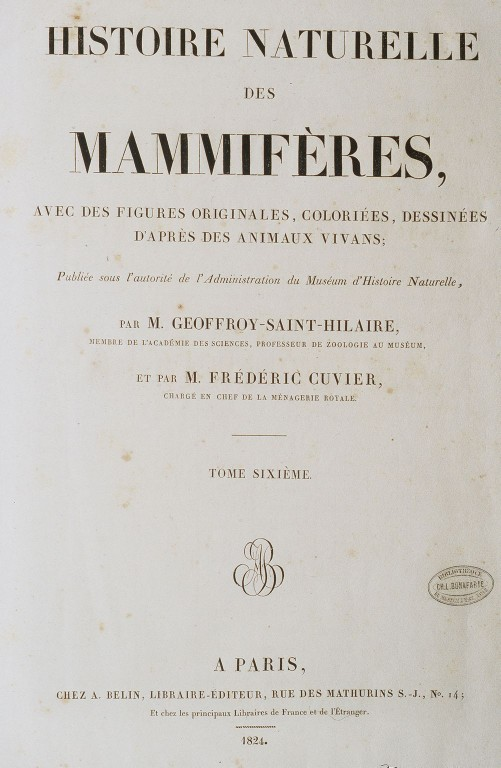
Titelblatt des sechsten Bands der Histoire naturelle des mammifères

Frédéric Georges Cuvier (* 28. Juni 1773 in Montbéliard; † 24. Juli 1838 in Straßburg) war ein französischer Zoologe und Paläontologe. Sein offizielles botanisches Autorenkürzel lautet „F.Cuvier“.

## Leben und Wirken
Frédéric Cuvier war der jüngste Sohn von Jean-Georges Cuvier (1715–1795), einem ehemaligen Leutnant eines Schweizerregiments, und dessen Frau Anne-Clémence Catherine Châtel (1736–1792). Sein älterer Bruder war der Naturforscher Georges Cuvier. Nachdem Cuvier wenig Interesse für die Schule gezeigt hatte, absolvierte er in Montbéliard eine Uhrmacherlehre. Einer Einladung seines Bruders folgend, zog er 1797 nach Paris um. Dort entdeckte Cuvier die Naturwissenschaften für sich und erforschte unter anderem mit Jean-Baptiste Biot die von Alessandro Volta entdeckte Galvanische Zelle.
Cuvier wurde 1804 Leiter der zoologischen Abteilung des Nationalmuseums für Naturgeschichte (Muséum national d’histoire naturelle) in Paris. 1810 wurde er Inspektor der Pariser Académie des sciences, 1826 deren Mitglied. Ab 1816 war Cuvier Herausgeber des Dictionnaire des sciences naturelles. 1831 wurde er Generalinspektor der Universitäten, 1837 wurde am Nationalmuseum für ihn ein Lehrstuhl für vergleichende Physiologie geschaffen, und 1838 wurde Cuvier schließlich Leiter des Museums. 
Im Jahr 1820 wurde Cuvier zum Mitglied der Wissenschaftsakademie Leopoldina gewählt. Am 4. Juni 1835 wurde er als Mitglied in die Royal Society aufgenommen.
Sein wissenschaftliches Interesse galt vor allem dem tierischen Verhalten und der tierischen Intelligenz.

## Ehrungen
Die Cuviergazelle (Gazella cuvieri) wurde ihm zu Ehren benannt.

## Schriften (Auswahl)
- Histoire naturelle des mammifères avec des figures originales coloriées, dessinées d’après les animaux vivants. 1819–1842 (mit Étienne Geoffroy Saint-Hilaire)
- Des dents des mammifères, considerées comme caractères zoologiques. F. G. Levrault, Straßburg 1825 (online).
- De l’Histoire naturelle des Cétacés. Roret, Paris 1836 (online).